# Ronde van Italië voor vrouwen 2019
De Ronde van Italië voor vrouwen 2019 (Italiaans: Giro Rosa 2019) werd verreden van vrijdag 5 juli tot en met zondag 14 juli in het noorden van Italië. Het was de 30e editie van de rittenkoers, die deel uitmaakt van de UCI Women's World Tour 2019. De ronde telde tien etappes, inclusief één ploegentijdrit en een klimtijdrit. Titelverdedigster was de Nederlandse Annemiek van Vleuten, die zichzelf opvolgde en naast twee etappes en het eindklassement, ook het punten- en bergklassement won. Drievoudig winnares Marianne Vos won vier etappes en tweevoudig winnares Anna van der Breggen won een etappe.

## Koersverloop

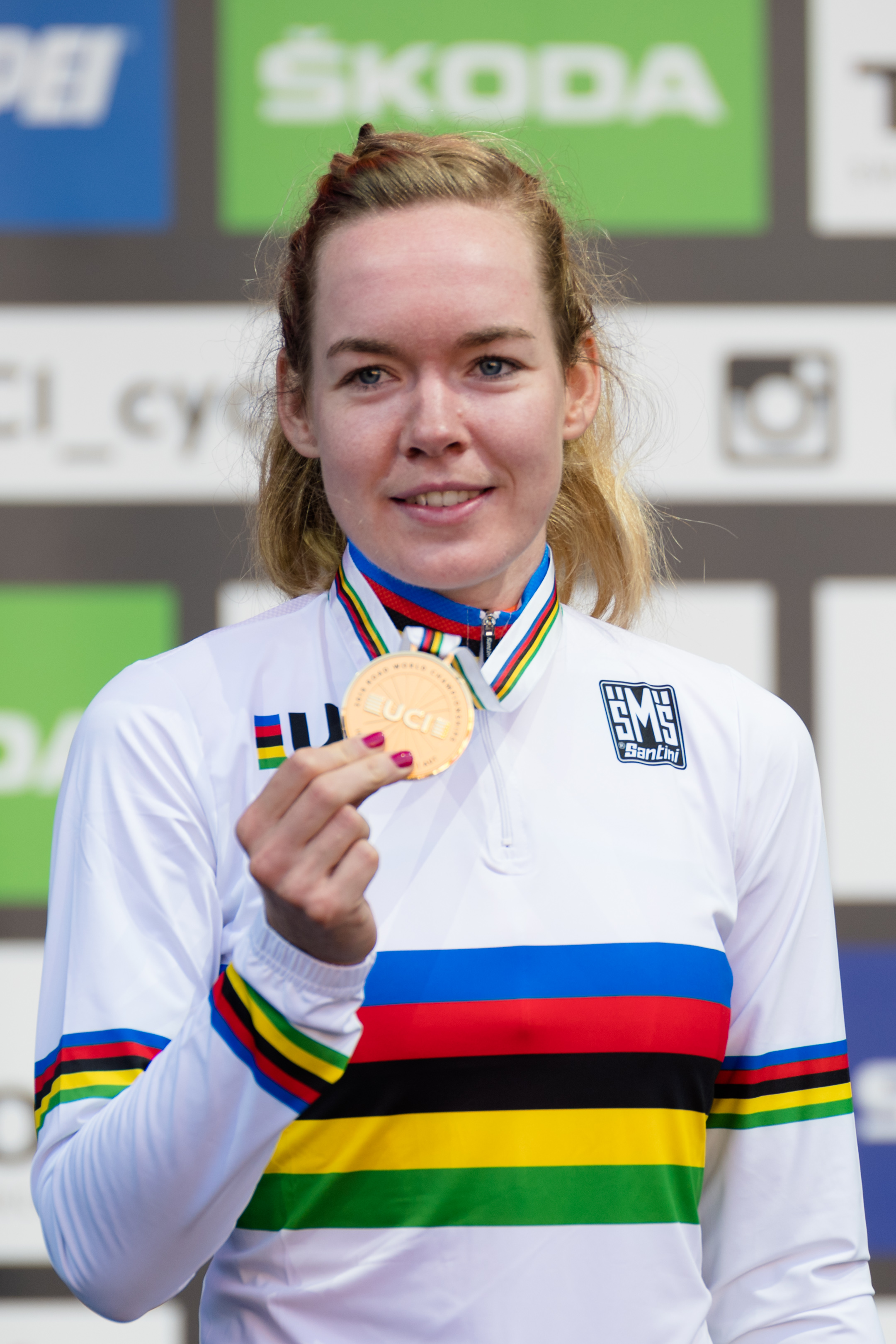
Wereldkampioene Anna van der Breggen won de Giro al twee keer.

De dertigste Giro Rosa ging op vrijdag 5 juli van start met een ploegentijdrit in de regio Piemonte, met finish in Castellania, waar Fausto Coppi 100 jaar eerder geboren werd. De Duitse ploeg Canyon-SRAM was het snelste in de 18 kilometer lange rit tegen de klok. Bigla van Cecilie Uttrup Ludwig werd tweede op 24 seconden en CCC-Liv van Marianne Vos en Ashleigh Moolman-Pasio pakte brons op driekwart minuut. Mitchelton-Scott van Annemiek van Vleuten verloor 53 seconden en Boels Dolmans van Anna van der Breggen moest ruim een minuut toegeven op leidster Niewiadoma. De tweede etappe van en naar Viù werd gekleurd door een kopgroep met de Belgische Kelly Van den Steen en de Duitse Romy Kasper. Zij werden echter teruggepakt, waarna Vos de licht oplopende sprint won, voor Van Vleuten, Brand en Van der Breggen. De jonge Demi Vollering was de vijfde Nederlandse in de top tien. De Belgische Sofie De Vuyst pakte de bergtrui, die ze de komende drie dagen zou dragen. In de derde etappe naar Piedicavallo leek de ontsnapte Lucy Kennedy op weg naar ritwinst, maar toen ze haar armen in de lucht stak, werd ze in de laatste meter voorbijgereden door Vos. Ook in de vlakke vierde etappe naar Carate Brianza werd er te vroeg gejuicht. Een kopgroep van drie Italiaanse rensters wist vooruit te blijven, waarvan Nadia Quagliotto in de sprint juichend over de streep kwam, maar het was Letizia Borghesi die op de finishfoto de winnares bleek. Op 9 juli stond de finish van de vijfde etappe voor het eerst in de historie gepland op de Passo di Gavia. Echter, net als anderhalve maand eerder bij de Giro voor mannen kon de Gavia niet beklommen worden door sneeuw en lawinegevaar. De finish werd verplaatst naar het nabij gelegen Lago di Cancano, waardoor de oorspronkelijk 100 km lange bergrit met 12 km werd ingekort, maar het profiel was alsnog bergachtig. Van Vleuten maakte haar favorietenrol waar en reed maarliefst drie minuten weg van de rest. Een van haar concurrentes, de Italiaanse Elisa Longo Borghini noemde haar zelfs 'buitenaards': "the alien has gone, now the race for the human beings begins". Ook een dag later in de twaalf kilometer lange klimtijdrit naar Teglio was de wereldkampioene tijdrijden oppermachtig: ze pakte bijna een minuut op Van der Breggen en bijna twee minuten op de rest. De zevende etappe werd wederom een prooi voor Vos, die de sprint won van een selecte groep die overbleef na de Muro della Tisa. In het begin van de achtste etappe naar Maniago reed roze truidraagster Van Vleuten even solo, maar nadat zij was teruggepakt, ontstond een kopgroep van tien rensters. De Britse Lizzy Banks ontsnapte op twaalf kilometer voor de streep en haar ploeggenote Leah Thomas parreerde alle tegenaanvallen, waardoor Banks haar eerste profzege kon boeken. Een halve minuut later won Thomas de sprint van de negen achtervolgers, waarbij De Vuyst als vijfde finishte en Pauliena Rooijakkers als zevende. Ook de voorlaatste etappe vond plaats in de regio Friuli. Op de slotklim Malga Montasio in Chiusaforte moest uit een favorietengroep de een na de andere renster lossen, door het hoge tempo van de leidster. Toen haar ploeggenote Spratt moest lossen, waren enkel Van Vleuten en Van der Breggen over. De roze trui reed weg op drie kilometer voor de streep, maar de regenboogtrui gaf niet op en sprong in de laatste hectometers op en over de leidster. De slotrit eindigde na 118 km op de klim naar het kasteel van Udine en ook deze aankomst was Vos op het lijf geschreven. Ze versloeg Lucinda Brand en de Belgische Lotte Kopecky en boekte haar vierde ritzege. Annemiek van Vleuten haalde onbedreigd voor de tweede maal de eindzege binnen en zag haar ploeggenote Spratt op plek drie naast haar op het podium. 'Vleuty' pakte tevens het punten- en bergklassement. Longo Borghini was de beste Italiaanse, de Franse Juliette Labous de beste jongere en WNT-Rotor won het ploegenklassement.

## Ploegen

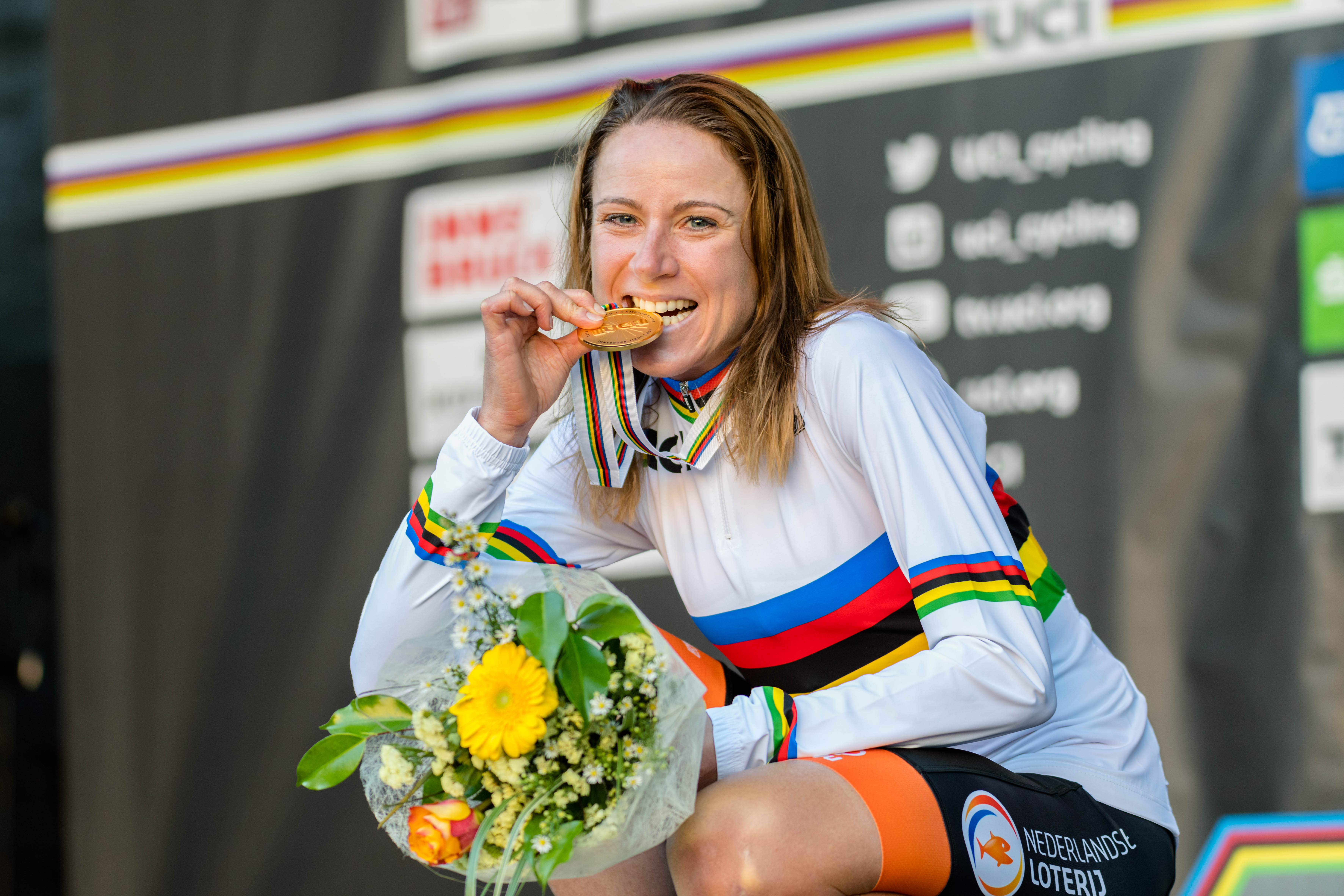
Wereldkampioene tijdrijden en titelverdedigster Annemiek van Vleuten was de topfavoriete.

Van de vijftien beste UCI-ploegen die automatisch een uitnodiging ontvingen, was enkel het Amerikaanse Team Tibco afwezig. De overige veertien (waaronder de vier Nederlandse ploegen Boels Dolmans, CCC-Liv, Parkhotel Valkenburg en Team Sunweb) werden aangevuld met tien andere ploegen, met daarbij vijf Italiaanse ploegen en het Belgische Lotto Soudal Ladies. Er gingen in totaal vijf Belgische rensters van start, van wie vier bij laatstgenoemde ploeg. De 24 Nederlandse deelnemers waren verdeeld over tien verschillende ploegen.
Titelverdedigster Annemiek van Vleuten was ook deze keer de topfavoriete. Ook tweevoudig winnares Anna van der Breggen was een van de favorietes, net als haar ploeggenote Katie Hall, Van Vleutens ploeggenote Amanda Spratt, Lucinda Brand (Sunweb), de Deense Cecilie Uttrup Ludwig (Bigla), de Zuid-Afrikaanse Ashleigh Moolman-Pasio (CCC-Liv), de Poolse Katarzyna Niewiadoma (Canyon-SRAM) en de Italiaanse Elisa Longo Borghini (Trek-Segafredo). Sofie De Vuyst was de Belgische met de meeste kans op een hoge klassering, net als haar ploeggenote Demi Vollering van Parkhotel Valkenburg. Voor ritzeges waren o.a. de Nederlanders Marianne Vos (CCC-Liv) en Kirsten Wild  (WNT-Rotor) favoriet.
| Nrs.    | Code | Ploeg                            |
| ------- | ---- | -------------------------------- |
| 1-6     | MTS  | Mitchelton-Scott                 |
| 11-16   | ALE  | Alé Cipollini                    |
| 21-26   | VAI  | Aromitalia Vaiano                |
| 31-36   | CZF  | Conceria Zabri-Fanini-Guerciotti |
| 41-46   | BPK  | BePink                           |
| 51-56   | BIG  | Bigla                            |
| 61-66   | BDU  | Bizkaia-Durango                  |
| 71-76   | DLT  | Boels Dolmans                    |
| 81-86   | BTC  | BTC City Ljubljana               |
| 91-96   | CSR  | Canyon-SRAM                      |
| 101-106 | CCC  | CCC-Liv                          |
| 111-116 | CGS  | Cogeas-Mettler                   |

| Nrs.    | Code | Ploeg                              |
| ------- | ---- | ---------------------------------- |
| 121-126 | SBT  | Eurotarget-Bianchi-Vitasana        |
| 131-136 | FDJ  | FDJ Nouvelle-Aquitaine Futuroscope |
| 141-146 | LSL  | Lotto Soudal Ladies                |
| 151-156 | MOV  | Movistar Team                      |
| 161-166 | PHV  | Parkhotel Valkenburg               |
| 171-176 | SER  | Servetto Giusta                    |
| 181-186 | SUN  | Team Sunweb                        |
| 192-196 | TVC  | Team Virtu                         |
| 201-206 | TOP  | Top Girls Fassa Bortolo            |
| 211-216 | TFS  | Trek-Segafredo                     |
| 221-226 | VAL  | Valcar PBM                         |
| 231-236 | WNT  | WNT-Rotor                          |

## Etappe-overzicht
Op 22 december 2018 maakte de organisatie de eerste en de laatste twee etappes bekend. De ronde ging net als de voorgaande jaren van start met een ploegentijdrit, deze keer in de regio Piemonte, tussen Cassano Spinola en Castellania, waar Fausto Coppi 100 jaar eerder geboren werd. De finale van de ronde vond net als in 2018 plaats in de regio Friuli. De achtste rit finishte in Maniago, de negende finishte na 125 km boven op de Malga Montasio in Chiusaforte en de slotrit eindigde na 118 km op de klim naar het kasteel van Udine. In november 2018 werd ook al bekend dat een van de etappes zou finishen op de 2600 meter hoge Passo di Gavia. Het zou de eerste keer zijn dat de berg door vrouwen in wedstrijd wordt beklommen en de eerste keer überhaupt dat er een koers finisht; de Giro d'Italia voor mannen ging al negen keer over de Gavia (waaronder in 1988, toen Johan van der Velde als eerste de top bereikte en Erik Breukink de etappe won), maar finishte er nog nooit.
Op 8 maart werd de hele route bekendgemaakt. De aankomst op de Gavia stond gepland op 9 juli in de 5e etappe en een dag later volgde een klimtijdrit van 12 km naar Teglio. Net als anderhalve maand eerder bij de Giro voor mannen kon de Gavia niet beklommen worden door sneeuw en lawinegevaar. De finish werd verplaatst naar het nabij gelegen Lago di Cancano, waardoor de oorspronkelijk 100 km lange bergrit met 12 km werd ingekort, maar het profiel was alsnog bergachtig.
| #   | datum   | start                   | finish                                  | profiel             | afstand       | winnaar              | klassementsleider    |
| --- | ------- | ----------------------- | --------------------------------------- | ------------------- | ------------- | -------------------- | -------------------- |
| 1e  | 5 juli  | Cassano Spinola         | Castellania                             | Ploegentijdrit      | 18 km         | Canyon-SRAM          | Katarzyna Niewiadoma |
| 2e  | 6 juli  | Viù                     | Viù                                     | Heuvelrit           | 78,3 km       | Marianne Vos         | Katarzyna Niewiadoma |
| 3e  | 7 juli  | Sagliano Micca          | Piedicavallo                            | Heuvelrit           | 104,1 km      | Marianne Vos         | Katarzyna Niewiadoma |
| 4e  | 8 juli  | Lissone                 | Carate Brianza                          | Vlakke rit          | 100,1 km      | Letizia Borghesi     | Katarzyna Niewiadoma |
| 5e  | 9 juli  | Ponte in Valtellina     | Passo di Gavia Lago di Cancano          | Bergrit             | 100,7 88,8 km | Annemiek van Vleuten | Annemiek van Vleuten |
| 6e  | 10 juli | Chiuro                  | Teglio                                  | Individuele tijdrit | 12,1 km       | Annemiek van Vleuten | Annemiek van Vleuten |
| 7e  | 11 juli | Cornedo Vicentino       | San Giorgio di Perlena (Fara Vicentino) | Heuvelrit           | 128,3 km      | Marianne Vos         | Annemiek van Vleuten |
| 8e  | 12 juli | Vittorio Veneto         | Maniago                                 | Heuvelrit           | 133,3 km      | Lizzy Banks          | Annemiek van Vleuten |
| 9e  | 13 juli | Gemona del Friuli       | Chiusaforte (Malga Montasio)            | Bergrit             | 125,5 km      | Anna van der Breggen | Annemiek van Vleuten |
| 10e | 14 juli | San Vito al Tagliamento | Udine                                   | Heuvelrit           | 120,0 km      | Marianne Vos         | Annemiek van Vleuten |

## Etappe-uitslagen

### 1e etappe (TTT)

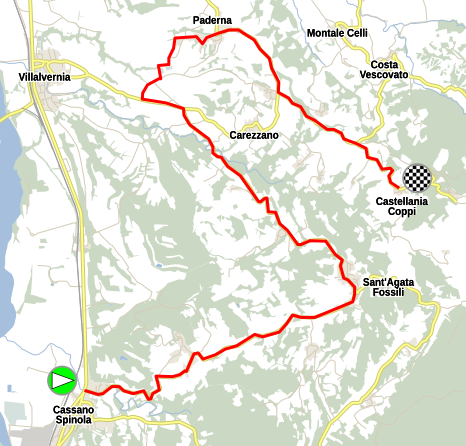
1e etappe, ploegentijdrit

| Vrijdag 5 juli: Cassano Spinola - Castellania (18 km) |                  |         |
| Plaats                                                | Naam             | Tijd    |
| Winnaar                                               | Canyon-SRAM      | 31'41"  |
| 2                                                     | Bigla            | + 24"   |
| 3                                                     | CCC-Liv          | + 45"   |
| 4                                                     | Mitchelton-Scott | + 53"   |
| 5                                                     | Boels Dolmans    | + 1'04" |

### 2e etappe

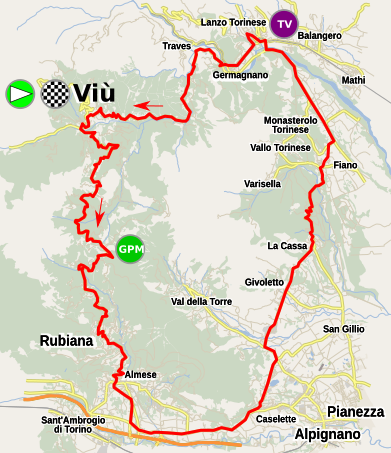
2e etappe

| Zaterdag 6 juli: Viù - Viù (78,3 km) |                      |                  |          |
| Plaats                               | Naam                 | Ploeg            | Tijd     |
| Winnaar                              | Marianne Vos         | CCC-Liv          | 2u15'56" |
| 2                                    | Annemiek van Vleuten | Mitchelton-Scott | z.t.     |
| 3                                    | Lucinda Brand        | Team Sunweb      | z.t.     |
| 4                                    | Anna van der Breggen | Boels Dolmans    | z.t.     |
| 5                                    | Soraya Paladin       | Alé Cipollini    | z.t.     |

### 3e etappe

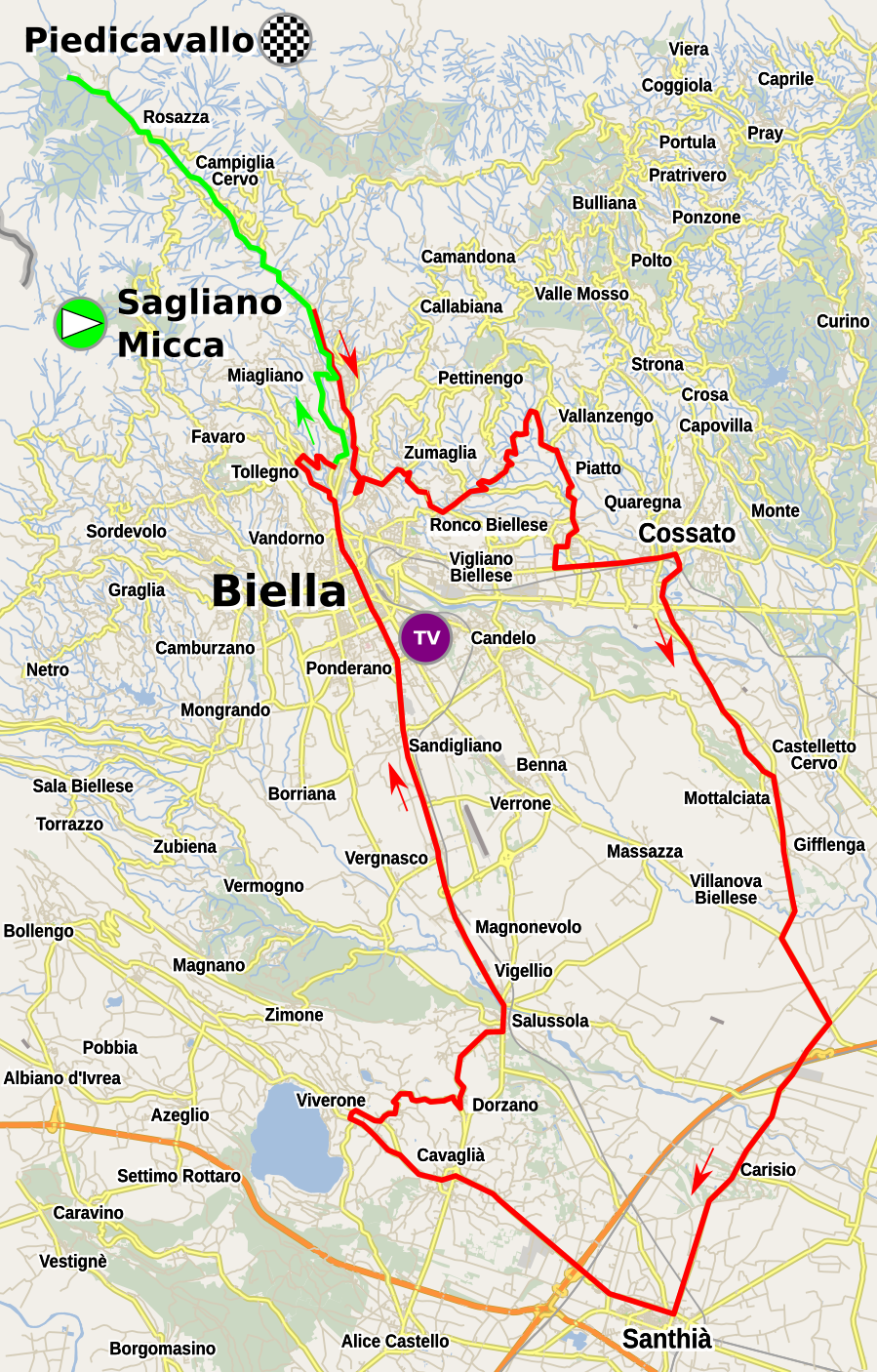
3e etappe

| Zondag 7 juli: Sagliano Micca - Piedicavallo (104,1 km) |                       |                  |          |
| Plaats                                                  | Naam                  | Ploeg            | Tijd     |
| Winnaar                                                 | Marianne Vos          | CCC-Liv          | 2u49'11" |
| 2                                                       | Lucy Kennedy          | Mitchelton-Scott | z.t.     |
| 3                                                       | Cecilie Uttrup Ludwig | Bigla            | z.t.     |
| 4                                                       | Ashleigh Moolman      | CCC-Liv          | z.t.     |
| 5                                                       | Annemiek van Vleuten  | Mitchelton-Scott | z.t.     |

### 4e etappe

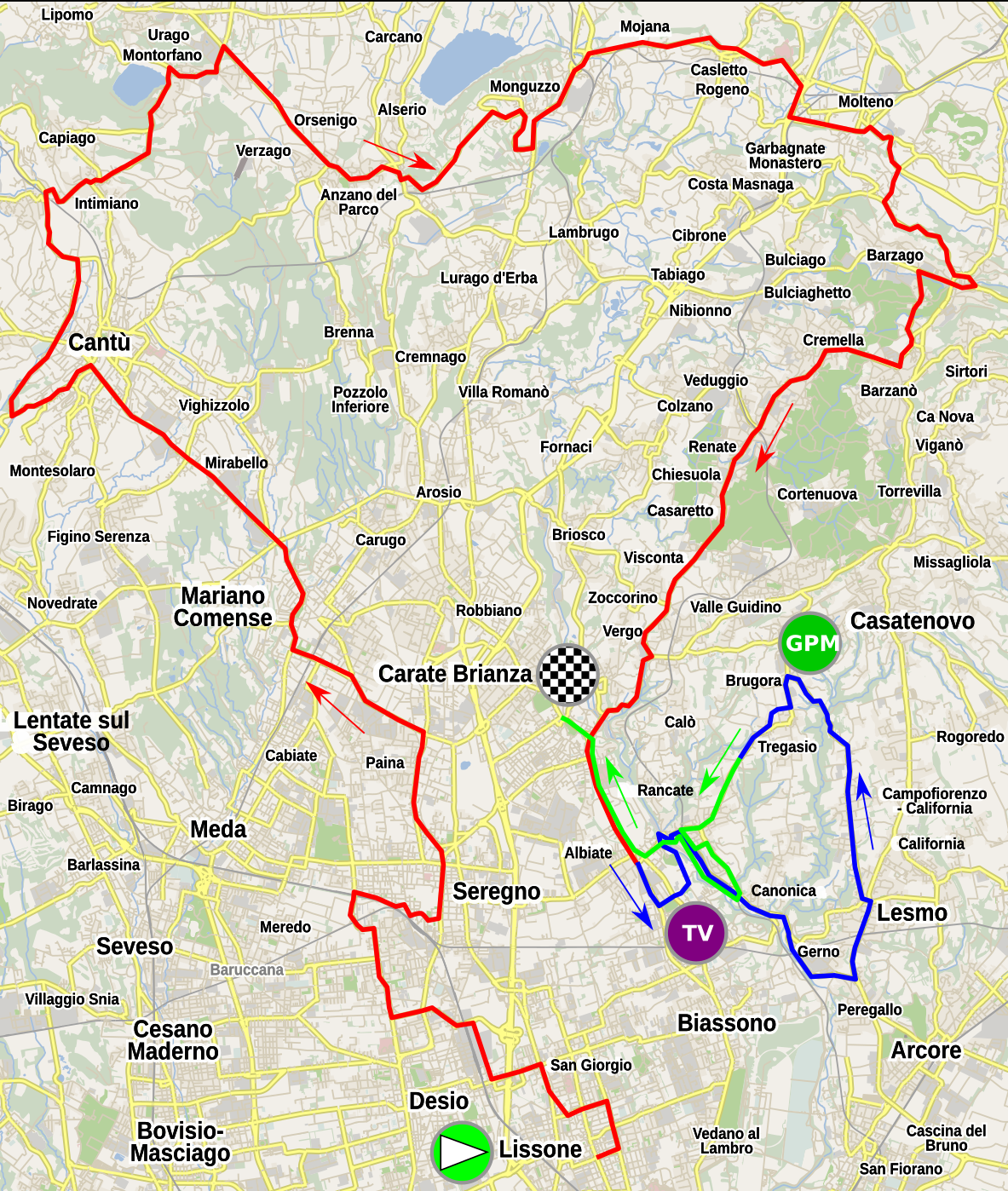
4e etappe

| Maandag 8 juli: Lissone - Carate Brianza (100,1 km) |                  |                   |          |
| Plaats                                              | Naam             | Ploeg             | Tijd     |
| Winnaar                                             | Letizia Borghesi | Aromitalia Vaiano | 2u29'50" |
| 2                                                   | Nadia Quagliotto | Alé Cipollini     | z.t.     |
| 3                                                   | Chiara Perini    | BePink            | z.t.     |
| 4                                                   | Marianne Vos     | CCC-Liv           | + 42"    |
| 5                                                   | Leah Kirchmann   | Team Sunweb       | z.t.     |

### 5e etappe

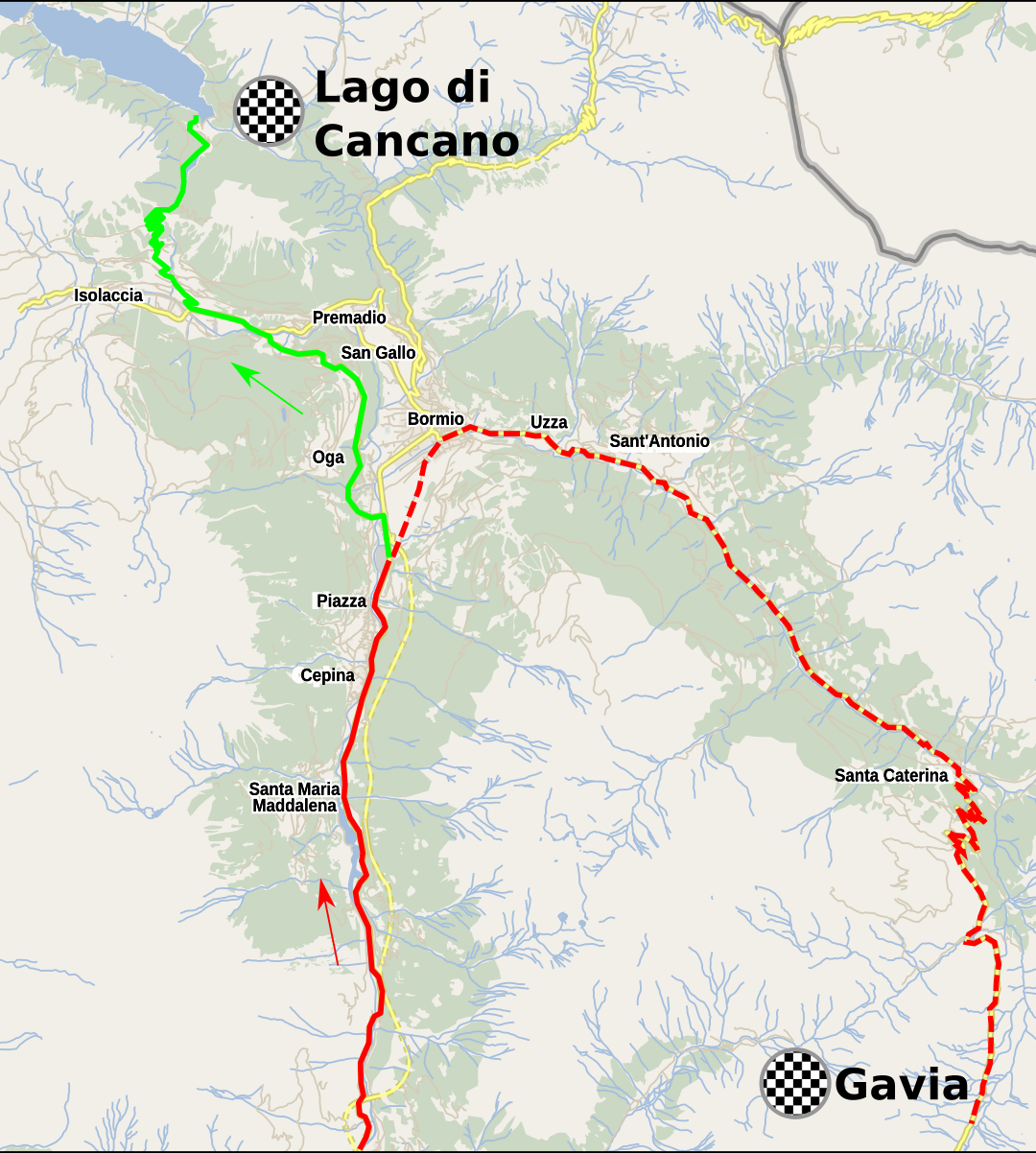
5e etappe, niet over de Gavia

| Dinsdag 9 juli: Ponte in Valtellina - Passo di Gavia Lago di Cancano (100,7 88,8 km) |                      |                  |          |
| Plaats                                                                               | Naam                 | Ploeg            | Tijd     |
| Winnaar                                                                              | Annemiek van Vleuten | Mitchelton-Scott | 3u09'47" |
| 2                                                                                    | Lucinda Brand        | Team Sunweb      | + 2'57"  |
| 3                                                                                    | Kasia Niewiadoma     | Canyon-SRAM      | z.t.     |
| 4                                                                                    | Soraya Paladin       | Alé Cipollini    | z.t.     |
| 5                                                                                    | Amanda Spratt        | Mitchelton-Scott | z.t.     |

### 6e etappe (ITT)

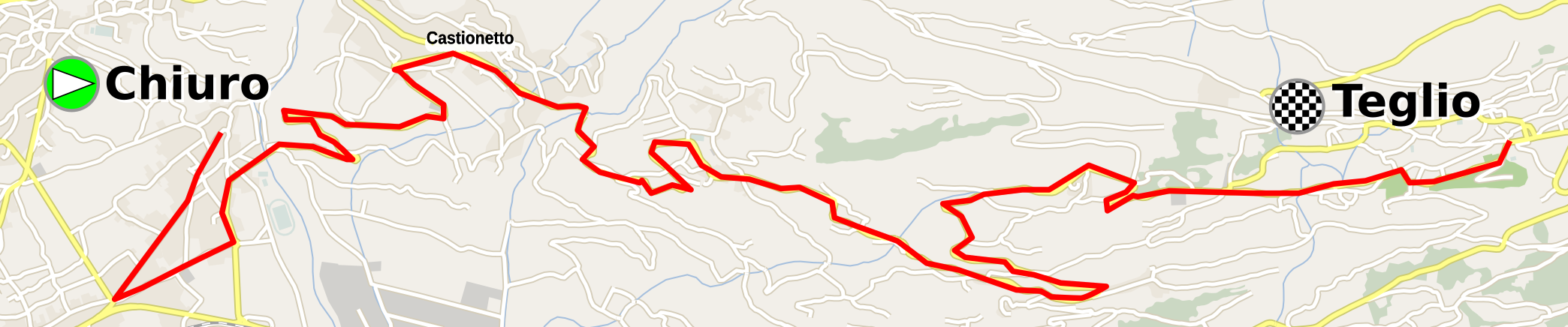
6e etappe, klimtijdrit

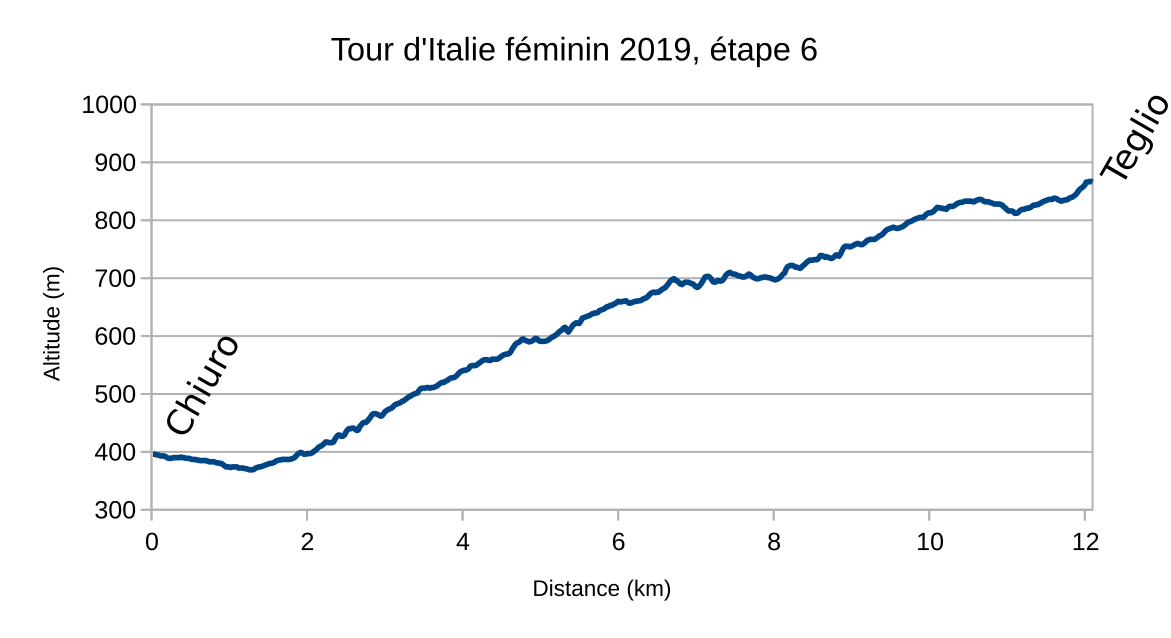
6e etappe, profiel van de klimtijdrit

| Woensdag 10 juli: Chiuro - Teglio (12,1 km) |                      |                  |         |
| Plaats                                      | Naam                 | Ploeg            | Tijd    |
| Winnaar                                     | Annemiek van Vleuten | Mitchelton-Scott | 24'32"  |
| 2                                           | Anna van der Breggen | Boels Dolmans    | + 52"   |
| 3                                           | Elisa Longo Borghini | Trek-Segafredo   | + 1'48" |
| 4                                           | Lucinda Brand        | Team Sunweb      | + 1'49" |
| 5                                           | Juliette Labous      | Team Sunweb      | + 1'54" |

### 7e etappe

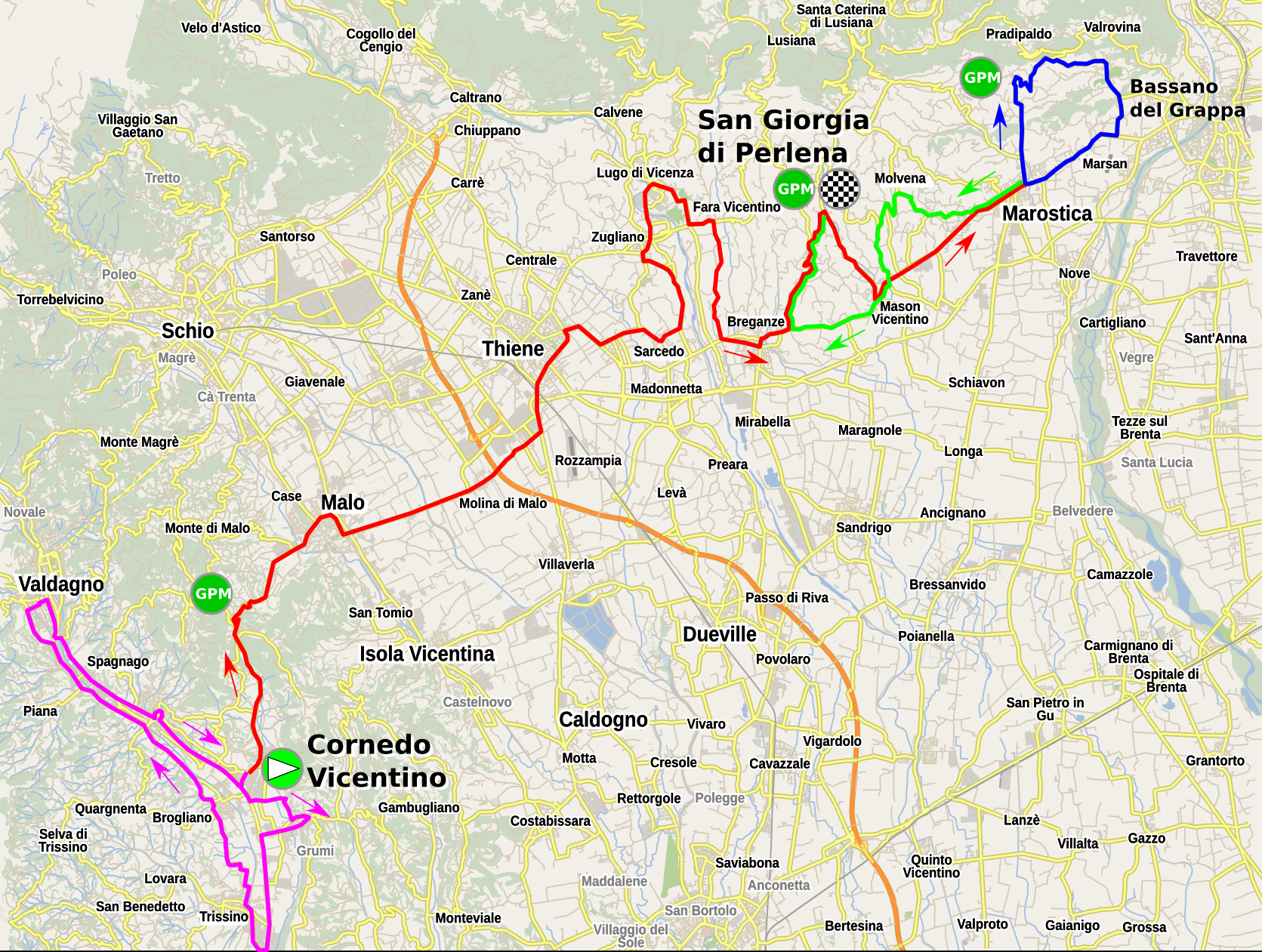
7e etappe

| Donderdag 11 juli: Cornedo Vicentino - San Giorgio di Perlena (Fara Vicentino) (128,3 km) |                      |                      |          |
| Plaats                                                                                    | Naam                 | Ploeg                | Tijd     |
| Winnaar                                                                                   | Marianne Vos         | CCC-Liv              | 3u19'33" |
| 2                                                                                         | Anna van der Breggen | Boels Dolmans        | z.t.     |
| 3                                                                                         | Elisa Longo Borghini | Trek-Segafredo       | + 3"     |
| 4                                                                                         | Annemiek van Vleuten | Mitchelton-Scott     | z.t.     |
| 5                                                                                         | Demi Vollering       | Parkhotel Valkenburg | + 9"     |

### 8e etappe

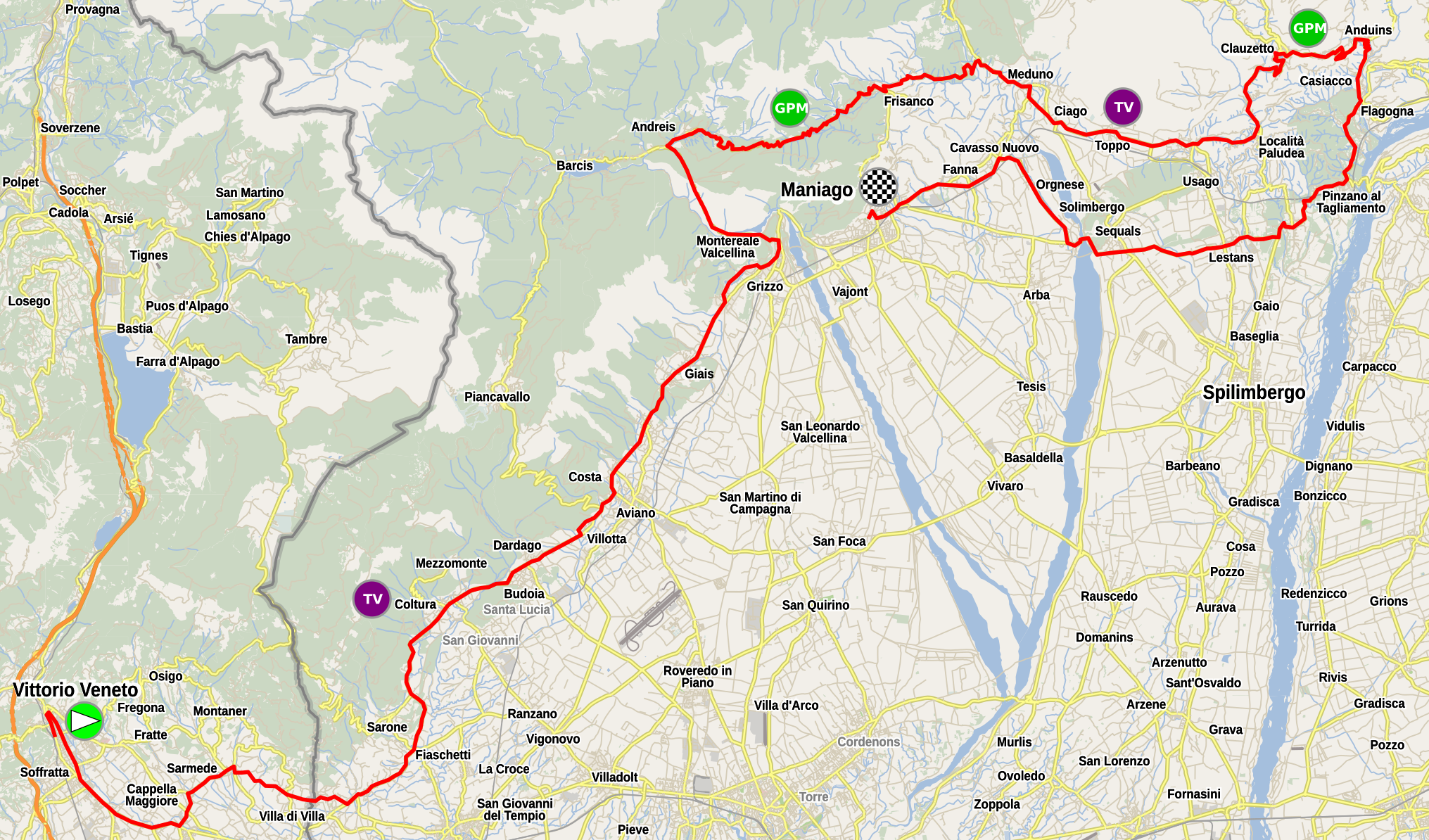
8e etappe

| Vrijdag 12 juli: Vittorio Veneto - Maniago (133,3 km) |                     |                      |          |
| Plaats                                                | Naam                | Ploeg                | Tijd     |
| Winnaar                                               | Lizzy Banks         | Bigla                | 3u38'17" |
| 2                                                     | Leah Thomas         | Bigla                | + 30"    |
| 3                                                     | Soraya Paladin      | Alé Cipollini        | z.t.     |
| 4                                                     | Malgorzata Jasinska | Movistar Team        | z.t.     |
| 5                                                     | Sofie De Vuyst      | Parkhotel Valkenburg | z.t.     |

### 9e etappe

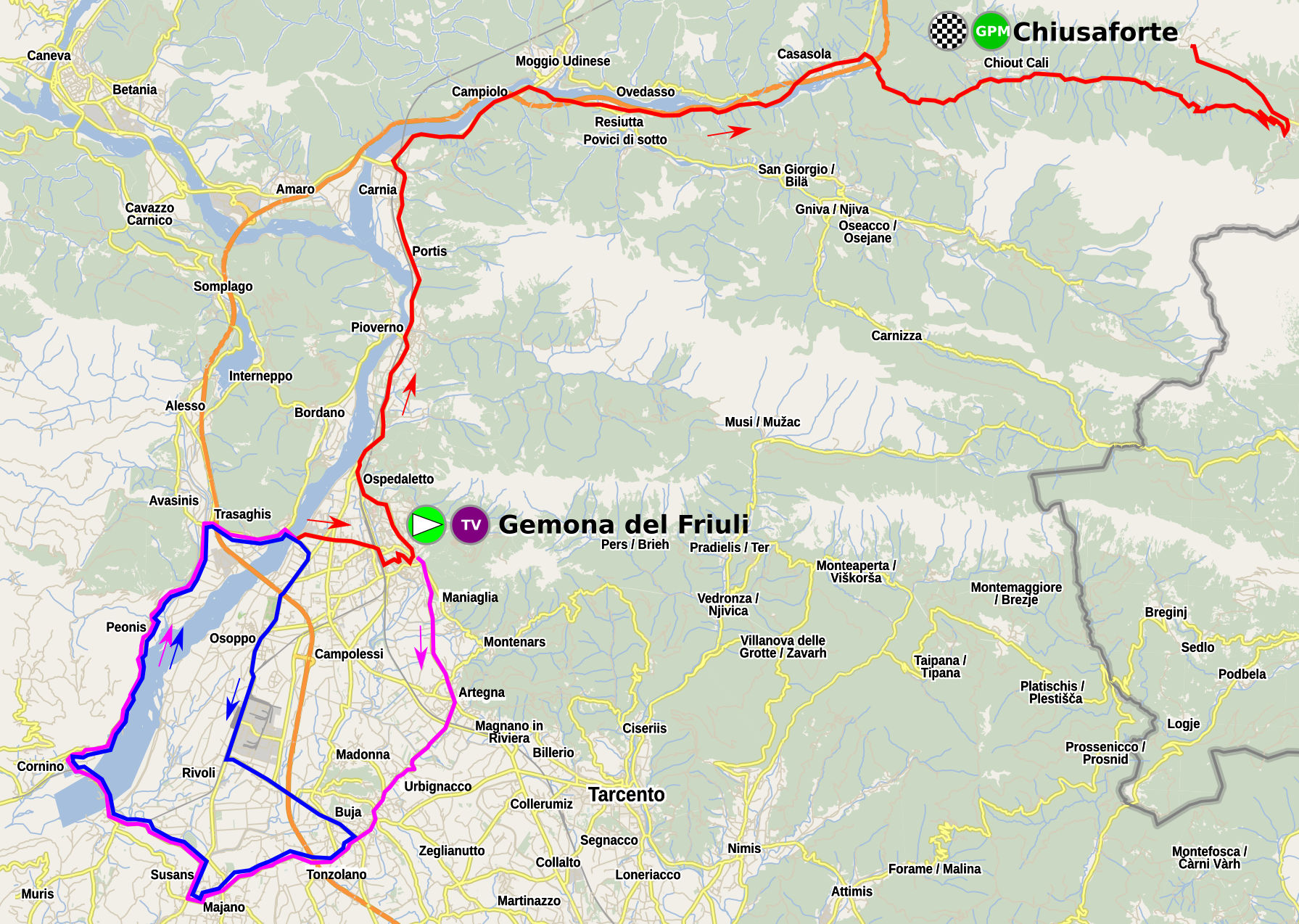
9e etappe

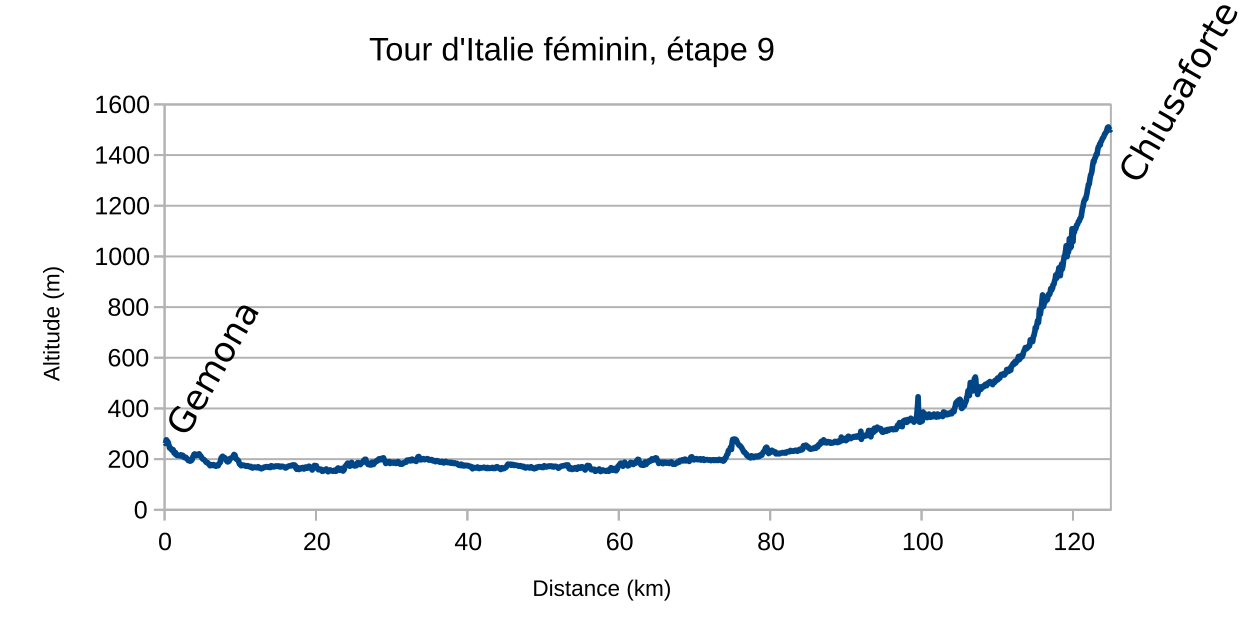
9e etappe, profiel met een lange slotklim

| Zaterdag 13 juli: Gemona del Friuli - Chiusaforte (Malga Montasio) (125,5 km) |                      |                  |          |
| Plaats                                                                        | Naam                 | Ploeg            | Tijd     |
| Winnaar                                                                       | Anna van der Breggen | Boels Dolmans    | 3u26'27" |
| 2                                                                             | Annemiek van Vleuten | Mitchelton-Scott | + 17"    |
| 3                                                                             | Ashleigh Moolman     | CCC-Liv          | + 1'38"  |
| 4                                                                             | Amanda Spratt        | Mitchelton-Scott | z.t.     |
| 5                                                                             | Katie Hall           | Boels Dolmans    | + 1'57"  |

### 10e etappe

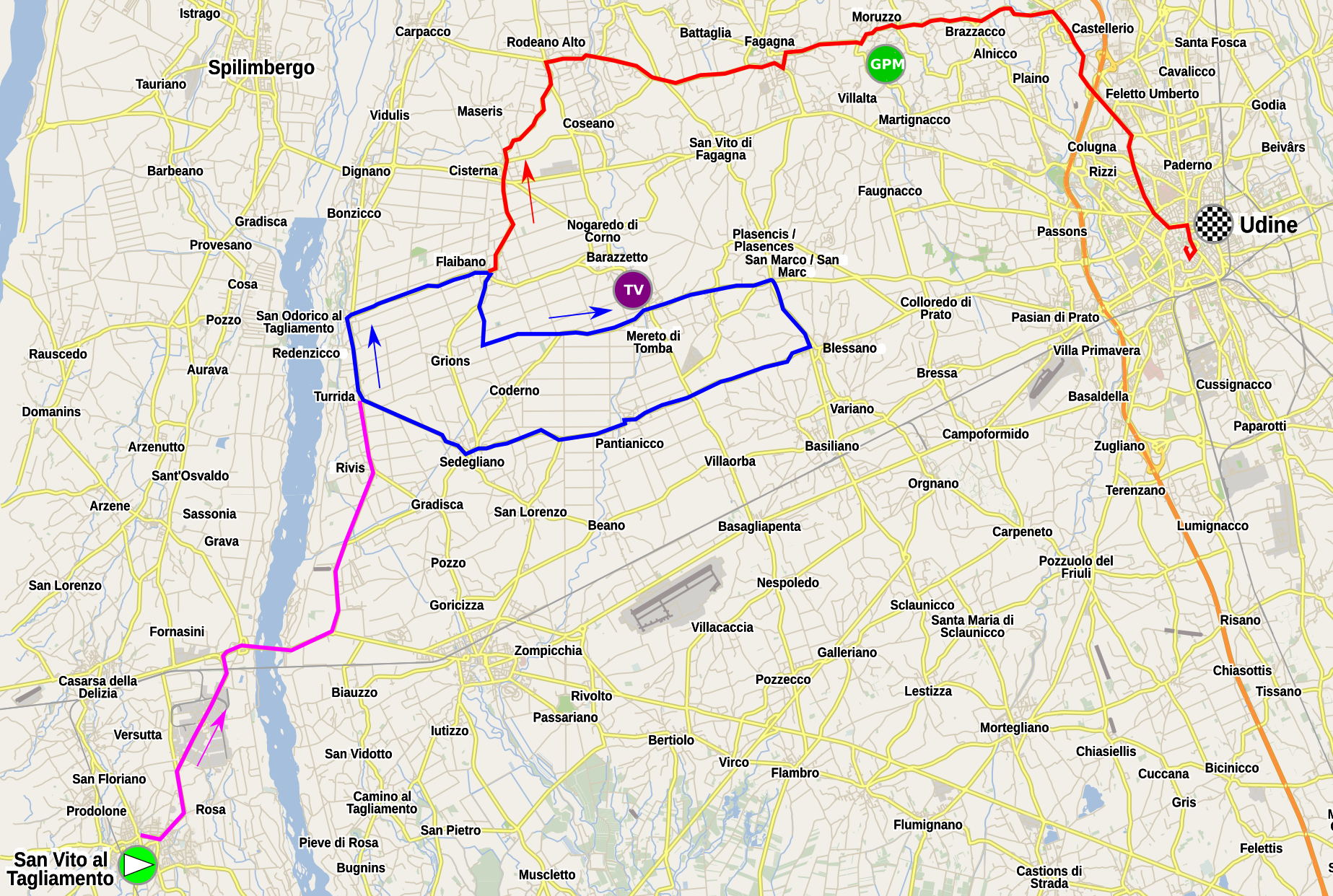
10e etappe

| Zondag 14 juli: San Vito al Tagliamento - Udine (120,0 km) |                  |                     |          |
| Plaats                                                     | Naam             | Ploeg               | Tijd     |
| Winnaar                                                    | Marianne Vos     | CCC-Liv             | 2u51'45" |
| 2                                                          | Lucinda Brand    | Team Sunweb         | + 1"     |
| 3                                                          | Lotte Kopecky    | Lotto Soudal Ladies | z.t.     |
| 4                                                          | Soraya Paladin   | Alé Cipollini       | + 4"     |
| 5                                                          | Kasia Niewiadoma | Canyon-SRAM         | z.t.     |

### Uitvallers
- 2e etappe, niet gefinisht:  Martina Stefani
- 4e etappe, niet gefinisht:  Clemilda Fernandes,  Sari Saarelainen,  Alexandra Goncharova,  Claudia Meucci,  Silvia Folloni,  Elena Leonardi,  Francesca Cauz
- 5e etappe, niet gefinisht:  Gloria Rodríguez,  Pernille Mathiesen
- 6e etappe, niet gestart:  Anastasia Pliaskina,  Marina Uvarova
- 7e etappe, niet gefinisht:  Chantal Blaak,  Simona Frapporti,  Laura Tomasi,  Nicole Nesti
- 8e etappe, niet gefinisht:  Sophie de Boer,  Maja Perinovic,  Charlotte Bravard,  Greta Richioud,  Leonora Geppi

## Klassementenverloop
De roze trui wordt uitgereikt aan de rijdster met de laagste totaaltijd.
 De (ciclamino) paarse trui wordt uitgereikt aan de rijdster met de meeste punten van de etappefinishes en tussensprints.
 De "Queen of the Mountains" (Bergkoningin) trui wordt uitgereikt aan de rijdster met de meeste behaalde punten uit bergtop passages.
 De witte trui wordt uitgereikt aan de beste jongere in het algemeen klassement.
 De (azzurre) blauwe trui wordt uitgereikt aan de beste Italiaanse rijdster in het algemeen klassement.
| Etappe           | Winnaar              | Algemeen klassement  | Puntenklassement     | Bergklassement       | Jongerenklassement | Beste Italiaanse     | Ploegenklassement |
| ---------------- | -------------------- | -------------------- | -------------------- | -------------------- | ------------------ | -------------------- | ----------------- |
| 1                | Canyon-SRAM          | Katarzyna Niewiadoma | niet uitgereikt      | niet uitgereikt      | Mikayla Harvey     | Elisa Longo Borghini | Canyon-SRAM       |
| 2                | Marianne Vos         | Katarzyna Niewiadoma | Marianne Vos         | Sofie De Vuyst       | Juliette Labous    | Elisa Longo Borghini | Canyon-SRAM       |
| 3                | Marianne Vos         | Katarzyna Niewiadoma | Marianne Vos         | Marianne Vos         | Juliette Labous    | Elisa Longo Borghini | Mitchelton-Scott  |
| 4                | Letizia Borghesi     | Katarzyna Niewiadoma | Marianne Vos         | Sofie De Vuyst       | Juliette Labous    | Elisa Longo Borghini | Mitchelton-Scott  |
| 5                | Annemiek van Vleuten | Annemiek van Vleuten | Annemiek van Vleuten | Annemiek van Vleuten | Juliette Labous    | Elisa Longo Borghini | WNT-Rotor         |
| 6                | Annemiek van Vleuten | Annemiek van Vleuten | Annemiek van Vleuten | Annemiek van Vleuten | Juliette Labous    | Elisa Longo Borghini | WNT-Rotor         |
| 7                | Marianne Vos         | Annemiek van Vleuten | Annemiek van Vleuten | Annemiek van Vleuten | Juliette Labous    | Elisa Longo Borghini | WNT-Rotor         |
| 8                | Lizzy Banks          | Annemiek van Vleuten | Annemiek van Vleuten | Annemiek van Vleuten | Juliette Labous    | Elisa Longo Borghini | WNT-Rotor         |
| 9                | Anna van der Breggen | Annemiek van Vleuten | Annemiek van Vleuten | Annemiek van Vleuten | Juliette Labous    | Elisa Longo Borghini | WNT-Rotor         |
| 10               | Marianne Vos         | Annemiek van Vleuten | Annemiek van Vleuten | Annemiek van Vleuten | Juliette Labous    | Elisa Longo Borghini | WNT-Rotor         |
| Eindklassementen | Eindklassementen     | Annemiek van Vleuten | Annemiek van Vleuten | Annemiek van Vleuten | Juliette Labous    | Elisa Longo Borghini | WNT-Rotor         |

## Eindklassementen
| Plaats    | Naam                   | Ploeg            | Tijd      |
| --------- | ---------------------- | ---------------- | --------- |
| Roze trui | Annemiek van Vleuten   | Mitchelton-Scott | 25u01'41" |
| 2         | Anna van der Breggen   | Boels Dolmans    | +3'45"    |
| 3         | Amanda Spratt          | Mitchelton-Scott | +6'55"    |
| 4         | Ashleigh Moolman-Pasio | CCC-Liv          | +7'54"    |
| 5         | Katarzyna Niewiadoma   | Canyon-SRAM      | +7'57"    |
| 6         | Lucinda Brand          | Team Sunweb      | +8'01"    |
| 7         | Katie Hall             | Boels Dolmans    | +8'16"    |
| 8         | Elisa Longo Borghini   | Trek-Segafredo   | +8'19"    |
| 9         | Soraya Paladin         | Alé Cipollini    | +9'13"    |
| 10        | Erica Magnaldi         | WNT-Rotor        | +9'31"    |

| Plaats      | Naam                 | Ploeg            | Punten |
| ----------- | -------------------- | ---------------- | ------ |
| Paarse trui | Annemiek van Vleuten | Mitchelton-Scott | 74     |
| 2           | Marianne Vos         | CCC-Liv          | 68     |
| 3           | Anna van der Breggen | Boels Dolmans    | 54     |

| Plaats      | Naam                 | Ploeg                | Punten |
| ----------- | -------------------- | -------------------- | ------ |
| Groene trui | Annemiek van Vleuten | Mitchelton-Scott     | 47     |
| 2           | Amanda Spratt        | Mitchelton-Scott     | 29     |
| 3           | Sofie De Vuyst       | Parkhotel Valkenburg | 22     |

| Plaats     | Naam            | Ploeg                              | Tijd      |
| ---------- | --------------- | ---------------------------------- | --------- |
| Witte trui | Juliette Labous | Team Sunweb                        | 25u11'32" |
| 2          | Paula Patiño    | Movistar Team                      | +7'50"    |
| 3          | Évita Muzic     | FDJ Nouvelle-Aquitaine Futuroscope | +10'36"   |

| Plaats      | Naam                 | Ploeg          | Tijd      |
| ----------- | -------------------- | -------------- | --------- |
| Blauwe trui | Elisa Longo Borghini | Trek-Segafredo | 25u10'00" |
| 2           | Soraya Paladin       | Alé Cipollini  | +54"      |
| 3           | Erica Magnaldi       | WNT-Rotor      | +1'12"    |